# Berndt Uhl
Berndt (Bernhard) Uhl (* 12. Februar 1903 in Köln; † 30. April 1957 in Oldenburg (Oldb)) war ein deutscher Theaterschauspieler.

## Leben
Uhl besuchte nach Angaben seines Entnazifizierungsfragebogens eine Kölner Mittelschule, ein Progymnasium in Malmedy und das Dreikönigsgymnasium in Köln, von dem er 1917, im Alter von 13 oder 14 Jahren, ohne Reifezeugnis abging. Bevor er 1939 sein Schauspieldebüt am Stadttheater Krefeld gab, war er unter anderem als Arbeiter im Dormagener Werk der I.G. Farben tätig. Während des Zweiten Weltkriegs zum Kriegsdienst eingezogen, kam er nach dessen Ende zunächst in Kriegsgefangenschaft. Ein Entnazifizierungsausschuss stufte ihn in der Kategorie V „Entlasteter“ ein. Anschließend war er bis 1948 am Stadttheater Krefeld engagiert. Darauf folgten von 1949 bis 1954 Engagements an den Theatern der Städte München Gladbach und Rheydt. Seit 1954 gehörte er zum Ensemble des Oldenburgischen Staatstheaters. Aus den drei Spielzeiten, die er bis zu seinem Tod in Oldenburg verbrachte, werden dem Deutschen Bühnenjahrbuch zufolge vor allem „die Leistungen als van Daan im Tagebuch der Anne Frank, die zwielichtige Gestalt des Coupemouche im Weg nach Crézy sowie der Eggebrecht in Im Strom – Dein Haus in Erinnerung bleiben.“